# Roni Zorina
Roni Zorina (* 1989 in Tartu) ist eine deutsche Schauspielerin estnischer Herkunft.

## Leben
Roni Zorina wurde 1989 im estnischen Tartu geboren. Ihre Großmutter stammt aus der Ukraine, ihre Eltern aus Asien. Sie hat einen vier Jahre jüngeren Bruder, der als Choreograf arbeitet.
Von 2010 bis 2012 absolvierte sie ein Regie-Studium an der medienakademie in Hamburg, von 2012 bis 2016 folgte ein Studium in der Fachrichtung Film und Fernsehen an der Hochschule Mittweida.
2015 war sie erstmals in einer größeren Rolle im Fernsehfilm Kommissar Marthaler – Engel des Todes zu sehen, wo sie die Rolle der Karin Rosenherz spielte. Einem größeren Publikum ist sie durch ihre Rolle der Ekaterina Osimowa in der RTL-Seifenoper Alles was zählt bekannt.

## Filmografie (Auswahl)
- 2015: Kommissar Marthaler – Engel des Todes
- 2016: 1000 Mexikaner
- 2016: Tschiller: Off Duty
- 2017: Die Pfefferkörner (Fernsehserie, Folge Der Bodyguard)
- 2018: Alles was zählt (Fernsehserie, 118 Folgen)
- 2018: Echte Bauern singen besser
- 2018: Fischer sucht Frau
- 2021: SOKO Hamburg (Fernsehserie, Folge Schäferstündchen)
- 2021: Großstadtrevier (Fernsehserie, Episode 466 Königs Tochter)
- 2022: So laut du kannst
- 2024: Die stillen Mörder